# Kumiko Yokoyama
Kumiko Yokoyama (japanisch 横山 久美子 Yokoyama Kumiko; * 7. April 1972 in Myōkōkōgen (heute: Myōkō) Präfektur Niigata) ist eine ehemalige japanische Skilangläuferin.

## Werdegang
Yokoyama lief im Januar 1995 in Nové Město ihr erstes Weltcuprennen, welches sie auf dem 44. Platz über 15 km klassisch beendete. Im März 1995 holte sie in Sapporo mit dem 25. Platz über 15 km Freistil ihre ersten Weltcuppunkte und erreichte mit dem 67. Platz im Gesamtweltcup ihr bestes Gesamtergebnis. Bei den nordischen Skiweltmeisterschaften 1997 in Trondheim belegte sie den 58. Platz über 5 km klassisch, den 42. Rang in der Verfolgung und erreichte mit dem 23. Platz über 15 km Freistil ihr bestes Einzelergebnis im Weltcup. Zudem errang sie dort zusammen mit Tomomi Ōtaka, Fumiko Aoki und ihrer Schwester Sumiko Yokoyama den 15. Platz in der Staffel. Ihre besten Platzierungen bei den Olympischen Winterspielen 1998 in Nagano waren der 34. Platz über 15 km klassisch und zusammen mit Tomomi Ōtaka, Sumiko Yokoyama und Fumiko Aoki der zehnte Rang in der Staffel. In der Saison 1998/99 kam sie bei den nordischen Skiweltmeisterschaften 1999 in Ramsau am Dachstein auf den 47. Platz über 15 km Freistil, auf den 43. Rang über 30 km klassisch und auf den 12. Platz in der Staffel und gewann bei den Winter-Asienspielen 1999 in Gangwon die Silbermedaille mit der Staffel. Zudem wurde sie dort Sechste über 5 km klassisch. Im Februar 2000 holte sie in Hakuba über 5 km klassisch und 10 km Freistil ihre einzigen Siege im Continental-Cup. Ihr letztes Weltcuprennen absolvierte sie im März 2001 in Kuopio, welches sie auf dem 36. Platz im 10-km-Massenstartrennen beendete.

## Teilnahmen an Weltmeisterschaften und Olympischen Winterspielen

### Olympische Winterspiele
- 1998 Nagano: 10. Platz Staffel, 34. Platz 15 km klassisch, 39. Platz 30 km Freistil, 46. Platz 10 km Verfolgung, 50. Platz 5 km klassisch

### Nordische Skiweltmeisterschaften
- 1997 Trondheim: 15. Platz Staffel, 23. Platz 15 km Freistil, 42. Platz 10 km Verfolgung, 58. Platz 5 km klassisch
- 1999 Ramsau am Dachstein: 12. Platz Staffel, 43. Platz 30 km klassisch, 47. Platz 15 km Freistil

## Siege bei Continental-Cup-Rennen
| Nr. | Datum           | Ort    | Disziplin      | Serie           |
| --- | --------------- | ------ | -------------- | --------------- |
| 1.  | 12. Januar 2000 | Hakuba | 5 km klassisch | Continental-Cup |
| 2.  | 13. Januar 2000 | Hakuba | 10 km Freistil | Continental-Cup |

### Weltcup-Gesamtplatzierungen
| Saison  | Gesamt | Gesamt | Sprint | Sprint |
| Saison  | Punkte | Platz  | Punkte | Platz  |
| ------- | ------ | ------ | ------ | ------ |
| 1994/95 | 6      | 67.    | –      | -      |
| 1995/96 | 1      | 69.    | –      | -      |
| 1996/97 | 8      | 68.    | –      | -      |
| 1998/99 | 4      | 77.    | 4      | 74.    |